# ゲオルク・クリストフ・リヒテンベルク
ゲオルク・クリストフ・リヒテンベルク（Georg Christoph Lichtenberg、1742年7月1日 - 1799年2月24日）は、ドイツの科学者、風刺家であり、親英家として知られていた。科学者としては、ドイツで初の実験物理学専門の教授となった。今日では、死後に発見されたノートでよく知られている。そのノートを彼自身は Sudelbücher と呼んでおり、これはイギリスの簿記用語 "waste books"（取引日記帳）を元にしている。また、樹状の奇妙なパターンを発見したことでも知られており、今日ではそれをリヒテンベルク図形と呼ぶ。

## 生涯
子沢山の牧師、ヨハン・コンラート・リヒテンベルクの17番目の末っ子として生まれる。父は教会の中で着実に地位が上がっていき、最終的にダルムシュタットの教区長となった。当時の聖職者としては珍しく、彼はかなりの科学的知識を有していた。ゲオルクは10歳まで両親に学び、それからダルムシュタットの学校に通うようになった。幼い頃から知能と機知に恵まれていることが明らかだった。ゲオルクは数学を学びたがったが、両親はその授業料を払えるほど裕福ではなかった。1762年、母がヘッセン＝ダルムシュタット方伯ルートヴィヒ8世に学資の提供を申込み、十分な資金援助を得た。1763年、ゲオルクはゲッティンゲン大学に入学し、1769年には物理学の員外教授 (extraordinary professor) となり、6年後には教授となった。亡くなるまで、教授職を続けた。
リヒテンベルクは後年、脊椎の奇形が生じたため「せむし」となった。このため彼は18世紀の標準から見ても背が低かった。年齢が進むにしたがって症状が進行し、呼吸にも影響が出るようになっていった。
リヒテンベルクは講義で器具を使った実験を導入した最初の科学者の1人であり、当時のヨーロッパの学界では最も尊敬を集めいていた。当時の多くの著名人と親交を結んでおり、ゲーテやカントとも親しかった。1784年、アレッサンドロ・ボルタは、リヒテンベルクとその実験を見るためにゲッティンゲンを訪れている。高名な数学者カール・フリードリヒ・ガウスも彼の講義を聴講した1人である。1793年、王立協会フェローに選ばれた。
物理学者としては、電気の研究をしたことで今日も知られており、特に誘電体上の放電分岐パターンを発見したことで知られている。これを今ではリヒテンベルク図形と呼ぶ。1777年、静電誘導で静電気を生成するため、大きな電気盆を製作した。それは直径2メートルと大きく、最大38センチメートルほどのスパークを発生できた。これを使って、複写機の技術であるゼログラフィの基本原理を発見している。高電圧を絶縁体に近い点で放電させることで、定着させた塵に樹状の奇妙なパターンを記録できた。このようなリヒテンベルク図形は、今日ではフラクタルの例とされている。
リヒテンベルクはベンジャミン・フランクリンの避雷針をいち早くドイツに持ち込み、ゲッティンゲンの自宅と物置小屋にそれを実際に設置した。また、現在では世界中（USおよびカナダ以外）で使われている紙の大きさの標準規格（ISO 216 となった）を提案した。
教え子に招かれ、イングランドを2回訪れている（1770年のイースターから初夏までと、1774年8月から1775年クリスマスまで）。そして、ジョージ3世とシャーロット王妃に手厚く歓待された。彼はリッチモンドの王立天文台で王を先導し、そこで王から哲学教授にならないかと提案された。また、ジェームズ・クックの航海関係者とも会っている。イギリスから強い印象を受け、リヒテンベルクはその後親英家として知られるようになった。
リヒテンベルクはまた恋多き男で、相手の多くは下層階級の娘だった。1777年、13歳の Maria Stechard と出会い、1780年以降同棲したが、1782年に彼女が亡くなった。翌年、Margarethe Kellner (1768–1848) と出会い、死が近いと考えていたリヒテンベルクは、彼女に年金を遺すため1789年に結婚した。2人の間には6人の子ができ、彼女は彼の死後49年間生きつづけた。
リヒテンベルクは何事も先延ばしする傾向があった。水素気球の実験に失敗して、その後再度試そうとはしなかった。また、フィールディングの『トム・ジョーンズ』のような小説を書くことを夢見ていたが、数ページ以上書くことができなかった。

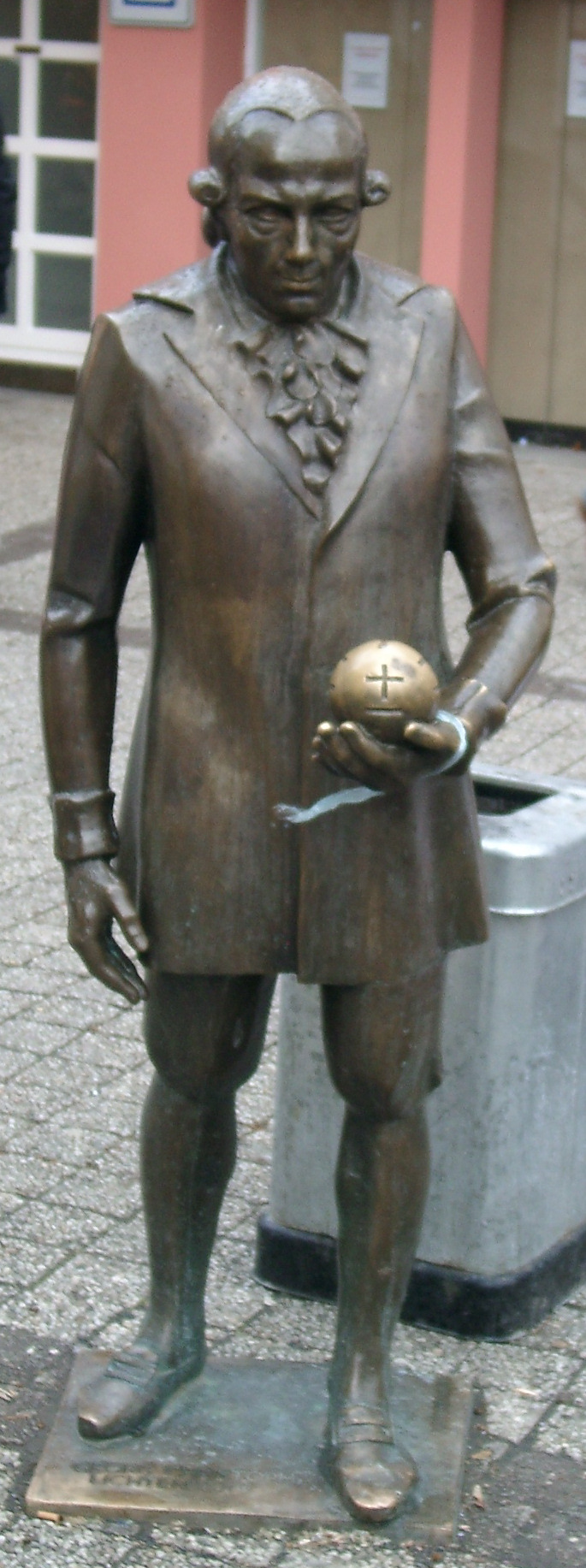
ゲッティンゲンの市場にあるリヒテンベルクの像

病気を患い、その後すぐに56歳で亡くなった。

## 控え帖
Sudelbücher は、リヒテンベルクが学生時代から亡くなる直前まで書き溜めたノートである。ノートは1冊ごとにアルファベットが振ってあり、"A" は1765年に書き始められていて、"L" が最後の1冊である。
これらのノートはリヒテンベルクの死後、その存在が明らかになり、兄弟や息子達がその内容をまとめた Lichtenbergs Vermischte Schriften の初版 (1800-06) と第2版 (1844-53) を出版した。しかしその出版当初から、"G" と "H" のノートが紛失しており、"K" の内容の大部分も破損していた。それらには微妙な内容が含まれていたため、親族が秘匿したと考えられている。それら以外のノートはゲッティンゲン大学に今も保管されている。
ノートにはリヒテンベルクが感銘を受けた引用、読んだ書名、自伝的描写、様々な考察が書かれている。中でも考察部分がリヒテンベルクを死後に有名にした。今日、リヒテンベルクは西洋史上最も有名な格言家とされている。
何人かの学者は、リヒテンベルクの断片的な熟考から体系的な哲学を抽出しようと試みた。しかし、リヒテンベルクはプロの哲学者ではなく、他者に読ませることを意図せずに書いていたため、一貫した哲学にはなっていなかった。
とは言うものの Sudelbücher は批判的かつ分析的な思考方法を明らかにし、物理学における実験の重要性を強調しており、それによってリヒテンベルクは現代の科学的方法論を確立し擁護した初期の1人とされるようになった。
リヒテンベルクの考察は人間の性質の観察にも及んでおり、17世紀フランスの倫理学者のような見方を披露している。
ショーペンハウアーは、リヒテンベルクが自分のためだけにノートを書いたことから、彼を大いに賞賛している。ショーペンハウアーはリヒテンベルクを、自ら考える人の1人であり、本物の思想家の1人であるとした。他にも、ニーチェ、フロイト、ウィトゲンシュタインがリヒテンベルクのノートを賞賛している。リヒテンベルクのノートはドイツ国外ではそれほど読まれていない。レフ・トルストイはリヒテンベルクの文書への高い敬意を持ち、「最近のドイツ人はなぜこの作家をそれほど無視するのか」と当惑を表した。中国人哲学者である錢鍾書 (Qian Zhongshu) は、何度かリヒテンベルクのノートを引用している。月にはリヒテンベルクの名を冠したクレーターがある。

## その他の業績
風刺家としてのリヒテンベルクは、18世紀のドイツの作家の中でも高く評価されている。彼の痛烈なウィットにより、同時代の有名人との論争がいくつも起きた。たとえばスイス人の著作家、ヨハン・カスパー・ラヴァーターの観相学を皮肉るため、彼の説を動物のしっぽに置き換えた読み物をつけたカレンダー（後述）を1778年に出版したり、ヨハン・ハインリッヒ・フォスのギリシア語の発音についての見方を皮肉って Über die Pronunciation der Schöpse des alten Griechenlandes を出版したりした。
1777年、リヒテンベルクは Jacob Philadelphia が明らかに科学を詐称していることに反対した。リヒテンベルクは彼を物理学者ではなく奇術師とみなし、ゲッティンゲンでのPhiladelphiaの展示会の実施を妨げるため、風刺的ポスターを作った。"Lichtenberg's Avertissement"（リヒテンベルクの警告）と題したその張り紙で、Philadelphiaがやろうとしている途方もないトリックを詳細に説明した。結果としてPhiladelphiaは興行することなくゲッティンゲンを去った。
1784年、リヒテンベルクは1777年に若くして亡くなった友人 Johann Christian Erxleben が執筆していた教科書 Anfangsgründe der Naturlehre（自然科学の基礎）の出版を引き継いだ。1794年までにこの本は第3版まで版を重ね、ドイツでは長年に渡って物理学の標準的教科書であり続けた。
1778年以降、リヒテンベルクは Göttinger Taschen Calender の出版に関わり、Göttingisches Magazin der Wissenschaften und Literatur にもゲオルク・フォルスターと共に3年間（1780年 - 1782年）編集に関わった。Göttinger Taschen Calendar は日常生活で使えるカレンダーというだけでなく、自然現象や科学的新発見についての短文が添えられており、迷信やいかさまについて彼が異議を唱える論文も含んでいた。啓蒙主義の精神に基づき、リヒテンベルクは一般大衆に論理や機知の使い方を教え、センスの磨き方を教えようとした。
イングランド旅行の経験に基づいて書いた Briefe aus England は、当時のイギリスの名優 David Garrick の演技を見事に描写しており、存命中の出版物の中でも評価が高い。
また、1794年から1799年まで出版した『ホガース銅版画詳解』（ Ausführliche Erklärung der Hogarthischen Kupferstiche）では、風刺画家ウィリアム・ホガースの作品を詳細に解説している。
フロイトはアインシュタインへの手紙（『ヒトはなぜ戦争をするのか?』）の中でリヒテンベルクの考案した "Compass of Motives" （動機の羅針盤）に言及している。

## 主な著作
生前に出版された著作
- Briefe aus England, 1776–78
- Über Physiognomik, wider die Physiognomen, 1778
- Göttingisches Magazin der Wissenschaften und Litteratur, 1780–85 (ed. by Georg Christoph Lichtenberg and Georg Forster)
- Über die Pronunciation der Schöpse des alten Griechenlandes, 1782
- Ausführliche Erklärung der Hogarthischen Kupferstiche, 1794–1799

ドイツ語版の全集
- Schriften und Briefe, 1968–72 (4 vols., ed. by Wolfgang Promies)

英訳版
- The Lichtenberg Reader, 1959 (trans. and ed. by Franz H. Mautner and Henry Hatfield)
- The World of Hogarth. Lichtenberg's Commentaries on Hogarth's Engravings, 1966 (trans. by Innes and Gustav Herdan)
- Hogarth on High Life. The Marriage à la Mode Series, from Georg Christoph Lichtenberg's Commentaries, 1970 (trans. and ed. by Arthur S. Wensinger and W. B. Coley)
- Aphorisms, 1990 (trans. with an introduction and notes by R. J. Hollingdale), ISBN 0-14-044519-6, reprinted as The Waste Books, 2000, ISBN 9780940322509

日本語訳版
- 「わが箴言」国松孝二訳－『世界人生論全集 第12　ドイツ編Ⅰ』（筑摩書房、1963年）に所収
- 『リヒテンベルク先生の控え帖』 池内紀編訳、平凡社ライブラリー、1996年、ISBN 4582761569
- 『リヒテンベルクの雑記帳』 宮田眞治訳、作品社、2018年、ISBN 978-4861826900
- 吉用宣二(訳)『リヒテンベルクの手帖 Ⅰ』鳥影社、2021年。ISBN 978-4862659170。
- 吉用宣二(訳)『リヒテンベルクの手帖 Ⅱ』鳥影社、2022年。ISBN 978-4862659682。
- 吉用宣二(編集)『リヒテンベルクの手帖 索引』鳥影社、2023年。ISBN 978-4862659972。